# 好きだよ
『好きだよ』（すきだよ）は、1993年に発表された突然段ボールのアルバム。

## 解説
全13曲（作詞：蔦木栄一、作曲：蔦木俊二）。ジャケットデザインはヤギヤスオ。

## 収録曲
1. アート・アート・アート
2. ぺったら・ぺたらこ・ぺったっこ
3. 振り切って行こう
4. 快適な都市
5. 夢の渚
6. 最高のコミュニケーション
7. 好きだよ
8. すくい取られそう
9. すくい取りそう
10. 命の始まり
11. 統計の普遍性（パーセンテージ）
12. 半田曹とパーカッションによる掛け合い
13. Balla Balla

## メンバーおよびスタッフ
- 突然段ボール
  - 蔦木栄一 - ボーカル、エフェクティック・パーカッション
  - 蔦木俊二 - ベース、キーボード、ドラム・プログラミング